# Kim Yoon-seo
Dans ce nom coréen, le nom de famille, Kim, précède le nom personnel.
Kim Yoon-seo, née le 28 mars 1986 à Séoul, est une actrice sud-coréenne,. Elle débute en 2009 et joué des rôles de soutien dans des drames télévisés tels que Glass Mask, You're the Best, Lee Soon-shin, et 4 Legendary Witches,,.

## Filmographie sélective

### Cinéma
- 2010 : Jang Se-yeon  dans J'ai rencontré le Diable de Kim Jee-woon[6].